# Günter Baumgartner (Mediziner)
Günter Baumgartner (* 1. September 1924 in Freiburg im Breisgau; † 11. August 1991 in Zürich) war ein deutscher Neurologe bzw. Neurophysiologe.

## Leben
Günter Baumgartner studierte Medizin und promovierte 1952 an der Albert-Ludwigs-Universität Freiburg. 1961 wurde er ebendort habilitiert. 1967 wurde Baumgartner außerordentlicher und 1970 ordentlicher Professor für Neurologie an der Universität Zürich. Er leitete von 1967 bis zu seinem Tod die Neurologische Universitätsklinik und Poliklinik. Von 1980 bis 1983 war er Präsident der Schweizerischen Neurologischen Gesellschaft. 1981 erhielt er den Otto Naegeli-Preis. Seit 1985 war er Mitglied der Leopoldina.

## Schriften (Auswahl)
- Über die Ursache der tracheobronchialen Lumenveränderungen beim Husten. 1952 (Dissertation, Universität Freiburg im Breisgau, 30. Juli 1952).
- Die neuronale Aktivität des visuellen Systems der Katze und ihre Beziehungen zur subjektiven Sinnesphysiologie. 1961 (Habilitationsschrift, Universität Freiburg im Breisgau, 9. Februar 1961).